# SN 2009gm
SN 2009gm – supernowa odkryta 23 maja 2009 roku w galaktyce A142758+1124. W momencie odkrycia miała maksymalną jasność 18,20m.